# Eyprepocnemidinae
Sous-famille
Les Eyprepocnemidinae sont une sous-famille d'orthoptères caelifères de la famille des Acrididae.

## Liste des genres
Selon Orthoptera Species File (1er avril 2010) :
- Amphiprosopia Uvarov, 1921
- Belonocnemis Bolívar, 1914
- Cataloipus Bolívar, 1890
- Clomacris Popov, 1981
- Cyathosternum Bolívar, 1882
- Euprepocnemides Bolívar, 1914
- Eyprepocnemis Fieber, 1853
- Eyprepocprifas Donskoff, 1983
- Heteracris Walker, 1870
- Jagoa Popov, 1980
- Jucundacris Uvarov, 1921
- Malagacetrus Dirsh, 1962
- Malonjeacris Grunshaw, 1995
- Metaxymecus Karsch, 1893
- Neritius Bolívar, 1914
- Ogasawaracris Ito, 2003
- Oxyaeida Bolívar, 1914
- Paraneritius Jago, 1994
- Paraprocticus Grunshaw, 1995
- Phyllocercus Uvarov, 1941
- Shirakiacris Dirsh, 1958
- Squaroplatacris Liang & Zheng, 1987
- Taramassus Giglio-Tos, 1907
- Tenebracris Dirsh, 1962
- Tropidiopsis Bolívar, 1911
- Tylotropidius Stål, 1873

## Référence
- Brunner von Wattenwyl, 1893 : Révision du système des orthoptères et description des espèces rapportées par M. Leonardo Fea de Birmanie.  Annali del Museo Civico di Storia Naturale ‘Giacomo Doria’, Genova, vol. 33, p. 1–230 (texte original).